# Tjuvasjer
Tjuvasjer (tjuvasjiska: чăвашсем) är ett turkfolk som har tjuvasjiska som modersmål. Dessa bor främst i Tjuvasjien, men även i angränsande ryska delrubliker såsom Tatarstan, Basjkirien. Signifikanta grupper tjuvasjer finns även i Kazakstan, Uzbekistan och Ukraina.

## Geografi
| Flagga | delrepublik/oblast | Andel (2002)          |
|        | Tjuvasjien         | 67,7 % (1,1 miljoner) |
|        | Tatarstan          | 7,7 % (126 500)       |
|        | Basjkirien         | 7,1 % (117 300)       |
|        | Uljanovsk oblast   | 6,8 % (111 300)       |
|        | Samara oblast      | 6,2% (101 400)        |

Enligt den ryska folkräkningen är tjuvasjer det femte största folket bland 160 andra folk i Ryska Federationen. Det exakta antalet tjuvasjer i Ryska Federationen är 1 634 094 (2002). 889 300 av dem bor i Tjuvasjien (54,3 %), 747 900 bor utanför Tjuvasjiska republiken (45,7 %).
I Tjuvasjien utgör tjuvasjer 67,7 % av befolkningen. Tjuvasjien är den ryska delrepublik som har den högsta andelen invånare med icke-rysk etnicitet.
I Kazakstan bor 22 300 tjuvasjer och i Ukraina 20 400.

## Organisationer
I Ryssland och i före detta Sovjetrepubliker finns tjuvasjiska kulturföreningar, som håller kontakten till Tjuvasjien, organiserar litteratur- och kulturevenemang, firar tjuvasjisk Akatuj (motsvarar ungefär midsommar), Tjavarni (vårfest). På 1990-talet skapades Tjuvasjiska Nationalkongressen som fungerar även idag. Kongressen organiserar tjuvasjiska tävlingar som språkolympiader, "Miss Chuvashia" och liknande. Kongressen presenterar Tjuvasjien i UNPO (Unrepresented Nations and Peoples Organization)

## Språket
Tjuvasjiska är ett turkspråk som med ryskan är officiellt språk i Tjuvasjien.

## Tjuvasjiska namn
Nu för tiden är de flesta namnen i Tjuvasjien ryska. Med tvångskristnandet av Ivan IV fick tjuvasjer döpa sina barn till ortodoxa namn. Efternamn bildades som patronymikon efter faderns namn: Ivan Stepan-ov (Stepans Ivan, Ivan Stepansson). Sonen till Ivan blev Ivanov. Dottern fick ändelsen -ova på slutet. Ärvda släktnamn började användas i mitten av 1900-talet. Vid sidan om ryska, officiella namn, användes tjuvasjiserade namn informellt: Stappan Ivane (Stepannson Ivan). Familjer som av någon anledning inte kristnades använder fortfarande gamla tjuvasjiska namn. Bland konstnärer är det vanligt att ta tjuvasjiska pseudonymer. Gennadij Lisin, en tjuvasjisk författare, tog namnet Ajhi (Ajgi), som betyder "den där".

## Religion
Majoriteten av tjuvasjer tillhör ryska ortodoxa kyrkan. Enligt vissa källor övergick många tjuvasjer till islam i Tsarryssland för att muslimer lämnades ifred medan det fanns strängare regler och avgifter för kristna befolkningen. Detta resulterade i den så kallade "tatariseringen".
En liten del ser sig trogna den tjuvasjiska tron. Varje år träffas man i Ucük vid en gammal ek och läser böner till guden Tor.
Annars påpekas ofta att man i Tjuvasjien har en blandning av ortodoxa läran och gamla animistiska föreställningar.

## Kända tjuvasjer
- Andrijan Nikolajev, tjuvasjisk kosmonaut
- Gennadij Ajgi, tjuvasjisk författare som skrev både på tjuvasjiska och på ryska
- Nikita Bitjurin, tjuvasjisk geograf och sinolog